# Bruce Cabot
Bruce Cabot, pseudonimo di Étienne Pelissier Jacques de Bujac (Carlsbad, 20 aprile 1904 – Los Angeles, 3 maggio 1972), è stato un attore statunitense.

## Biografia
Di origini francesi e irlandesi, Bruce Cabot era figlio del facoltoso avvocato e maggiore dell'esercito Étienne Pelissier Jacques de Bujac Sr. e di Julia Armandine Graves, morta dandolo alla luce. Frequentò la University of the South a Sewanee (Tennessee), ma dopo gli studi visse una giovinezza avventurosa durante la quale fece il pugile e tentò di dedicarsi agli affari e alle speculazioni di borsa. 
Nel 1931, mentre era direttore di un locale notturno a Hollywood, ebbe la prima opportunità di avvicinarsi al mondo del cinema, e due anni dopo si affermò definitivamente con il ruolo di Jack Driscoll nel kolossal King Kong (1933).
Specializzato in parti di "duro" e in ruoli di villain, fu memorabile nel film Furia (1936) di Fritz Lang, nella parte di un cittadino che spinge la folla al linciaggio, ma in rare occasioni poté fare sfoggio delle sue doti di cattivo brutale in film di qualità.
Con il declino della carriera i suoi ruoli si fecero più sporadici, per tale motivo, avendo difficoltà in quel periodo a trovare lavoro a Hollywood, come membro del gruppo sociale di amici di Errol Flynn, fu chiamato da quest'ultimo ad apparire nel ruolo del Capitano Jost nell'incompiuto film William Tell, le cui riprese iniziarono nel giugno 1953 a Courmayeur in località Planpincieux. Il fallimento di due società produttrici provocò l'interruzione del film a settembre e la produzione si trovò a far fronte ai debiti (Flynn, fra l'altro, aveva guai col fisco statunitense). Cabot, nel tentativo di essere pagato per quattro settimane di riprese (altri membri del cast lavoravano senza soldi), fece sequestrare tramite il tribunale di Aosta l'auto e gli effetti personali di Flynn e di sua moglie Patrice Wymore. Cabot proseguì la vertenza e nel maggio 1955 fece causa a Flynn presso il tribunale di Londra per ottenere 17.357 sterline. Flynn in compenso, scrisse nella sua autobiografia (My Wicked, Wicked Ways, uscita postuma nel dicembre 1959), che quel gesto rappresentò un "tradimento" da parte di Cabot e che la loro amicizia finì proprio da quel film.
L'amicizia con John Wayne consentì invece a Cabot di continuare la collaborazione come attore sul set di diversi film, tra i quali I comanceros (1961), Hatari! (1962), Chisum (1970).
In Italia, oltre che per la partecipazione in King Kong, è noto soprattutto per il ruolo del gangster Nick Molise nel film Totò lascia o raddoppia?, diretto nel 1956 da Camillo Mastrocinque.

## Filmografia

### Cinema
- Heroes of the Flames, regia di Robert F. Hill (1931)
- Lady with a Past, regia di Edward H. Griffith (1932)
- King Kong, regia di Merian C. Cooper, Ernest B. Schoedsack (1933)
- Sedotta (Disgraced!), regia di Erle C. Kenton (1933)
- Educande d'America (Finishing School), regia di George Nichols jr. (1934)
- Facce false (Let 'em Have It), regia di Sam Wood (1935)
- Sterminateli senza pietà (Show Them No Mercy!), regia di George Marshall (1935)
- Furia (Fury), regia di Fritz Lang (1936)
- Il re dei pellirosse (The Last of the Mohicans), regia di George B. Seitz (1936)
- Robin Hood dell'Eldorado (The Robin Hood of Eldorado), regia di William A. Wellman (1936)
- Amore in volo (Love Takes Flight), regia di Conrad Nagel (1937)
- Il grande segreto (The Badman of Brimstone), regia di J. Walter Ruben (1937)
- L'isola del paradiso (Sinners in Paradise), regia di James Whale (1938)
- Gli avventurieri (Dodge City), regia di Michael Curtiz (1939)
- La squadra volante (Homicide Bureau), regia di Charles C. Coleman jr. (1939)
- Peccatrici folli (Susan and God), regia di George Cukor (1940)
- L'ammaliatrice (The Flame of New Orleans), regia di René Clair (1941)
- Il cavaliere della vendetta (Wild Bill Hickock Rides), regia di Ray Enright (1941)
- Inferno nel deserto (Sundown), regia di Henry Hathaway (1941)
- Rivalità (Silver Queen), regia di Lloyd Bacon (1942)
- Pierre of the Plains, regia di George B. Seitz (1942)
- Il canto del deserto (The Desert Song), regia di Robert Florey (1943)
- La corsa della morte (Salty O'Rourke), regia di Raoul Walsh (1945)
- Un angelo è caduto (Fallen Angel), regia di Otto Preminger (1945)
- Il vendicatore silenzioso (Smoky), regia di Louis King (1946)
- L'ultima conquista (Angel and the Badman), regia di James Edward Grant (1947)
- I bandoleros (Gunfighters), regia di George Waggner (1947)
- Ai vostri ordini signora! (Fancy Pants), regia di George Marshall (1950)
- Frecce avvelenate (Rock Island Trail), regia di Joseph Kane (1950)
- Il magnifico fuorilegge (Best of the Badmen), regia di William D. Russell (1951)
- Gianni e Pinotto al Polo Nord (Lost in Alaska), regia di Jean Yarbrough (1952)
- William Tell, regia di Jack Cardiff - incompiuto (1953)
- Il mantello rosso, regia di Giuseppe Maria Scotese (1955)
- Totò lascia o raddoppia?, regia di Camillo Mastrocinque (1956)
- La ragazza del Palio, regia di Luigi Zampa (1957)
- Un americano tranquillo  (The Quiet American), regia di Joseph L. Mankiewicz (1958)
- La bionda e lo sceriffo (The Sheriff of Fractured Jaw), regia di Raoul Walsh (1958)
- Guardatele ma non toccatele, regia di Mario Mattoli (1959)
- Il terrore dei barbari, regia di Carlo Campogalliani (1959)
- I comanceros (The Comancheros), regia di Michael Curtiz (1961)
- Hatari!, regia di Howard Hawks (1962)
- La legge dei fuorilegge (Law of the Lawless), regia di William F. Claxton (1963)
- McLintock!, regia di Andrew V. McLaglen (1963)
- Prima vittoria (In Harm's Way), regia di Otto Preminger (1964)
- La città senza legge (Town Tamer), regia di Lesley Selander (1965)
- Lo sperone nero (The Black Spur), regia di R.G. Springsteen (1965)
- Carovana di fuoco (The War Wagon), regia di Burt Kennedy (1967)
- Berretti verdi (The Green Berets), regia di John Wayne, Ray Kellogg (1968)
- I due invincibili (The Undefeated), regia di Andrew V. McLaglen (1969)
- Uomini d'amianto contro l'inferno (Hellfighters), regia di Andrew V. McLaglen (1969)
- Chisum, regia di Andrew V. McLaglen (1970)
- Un uomo oggi (WUSA), regia di Stuart Rosenberg (1970)
- Agente 007 - Una cascata di diamanti (Diamonds Are Forever), regia di Guy Hamilton (1971)
- Il grande Jake (Big Jake), regia di George Stevens (1971)

### Televisione
- Indirizzo permanente (77 Sunset Strip) – serie TV, episodio 3x08 (1960)
- La legge di Burke (Burke's Law) – serie TV, episodio 1x01 (1963)
- Bonanza – serie TV, episodio 6x07 (1964)

## Doppiatori italiani
- Nino Pavese in Inferno nel deserto, Il canto del deserto, L'ultima conquista, Come divenni padre, Ai vostri ordini signora!, Frecce avvelenate
- Gualtiero De Angelis in Peccatrici folli, I bandoleros, I comanceros, McLintock!
- Emilio Cigoli in L'ammaliatrice, La corsa della morte, La bionda e lo sceriffo
- Giorgio Capecchi in King Kong, Gianni e Pinotto al Polo Nord
- Luigi Pavese in Un americano tranquillo, Hatari!
- Mario Pisu in Il cavaliere della vendetta, La ragazza del Palio
- Roberto Villa in I due invincibili, Il grande Jake
- Renato Turi in Totò lascia o raddoppia?
- Bruno Persa in Il terrore dei barbari
- Roberto Pedicini in Gli avventurieri (ridoppiaggio)